# Ophelia kirkegaardi
Ophelia kirkegaardi är en ringmaskart som beskrevs av Andre Intes och Le Loeuff 1977. Ophelia kirkegaardi ingår i släktet Ophelia och familjen Opheliidae. Inga underarter finns listade i Catalogue of Life.